# أنجلو كارلوس برات
أنجلو كارلوس برات (10 أغسطس 1965 في البرازيل – )؛ هو لاعب كرة قدم سابق كان يلعب كمهاجم.

## وصلات خارجية
- أنجلو كارلوس برات على موقع رابطة كرة القدم اليابانية للمحترفين (اليابانية)
- أنجلو كارلوس برات على موقع عالم كرة القدم.نت (الإنجليزية)